# 椎坂峠
椎坂峠（しいさかとうげ）は、群馬県沼田市にある峠。

## 概要
栃木県日光市から群馬県沼田市を結ぶ国道120号の一部。群馬県沼田市利根町 - 白沢町間にあり、標高は約793メートル（旧道）である。明治維新後、本区間における道路の開削はまず数坂峠から着手されたが、難工事により中断。代わって栗生峠が開削され、大正時代に栗生隧道が完成した。戦後、1953年（昭和28年）に本区間が二級国道に指定されると、1958年（昭和33年）から椎坂峠への付替工事が着手され、1964年（昭和39年）に開通した。2車線化され大型車の通行も可能になり、尾瀬への観光客やスキー場へのアクセス道として使われてきた。
しかし、山道特有の急カーブや急坂が連続し、降雨や積雪、凍結などで通行止めとなった際は利根町や片品町が孤立化するという問題を抱えていた。2013年11月22日に峠越え区間をトンネルで避ける新道・改良事業「椎坂バイパス」が開通し、交通の流れはバイパス経由へと切り替えられた（供用廃止はしていないので、2018年現在でも椎坂峠越えの通行は可能だが、後述のオルゴール館跡以外、特段観光地や大型施設等は確認できず、基本的に通過するだけの道である）。2014年12月1日にトンネル区間以外の新道部（椎坂利根トンネル側の出口日光側で椎坂峠ルートと合流したところまでが2013年11月の開通区間で、そこを交差して更に新道を伸ばして、急カーブ1本をショートカットするルート）も開通し、椎坂バイパスが完成した。
椎坂峠旧道は、一部を除き、地図上では国道120号扱いではなくなっている。峠の頂上に「オルゴール館椎坂」などの観光施設が集約していたが、後述のバイパス開通を待たずして2012年に閉業している。

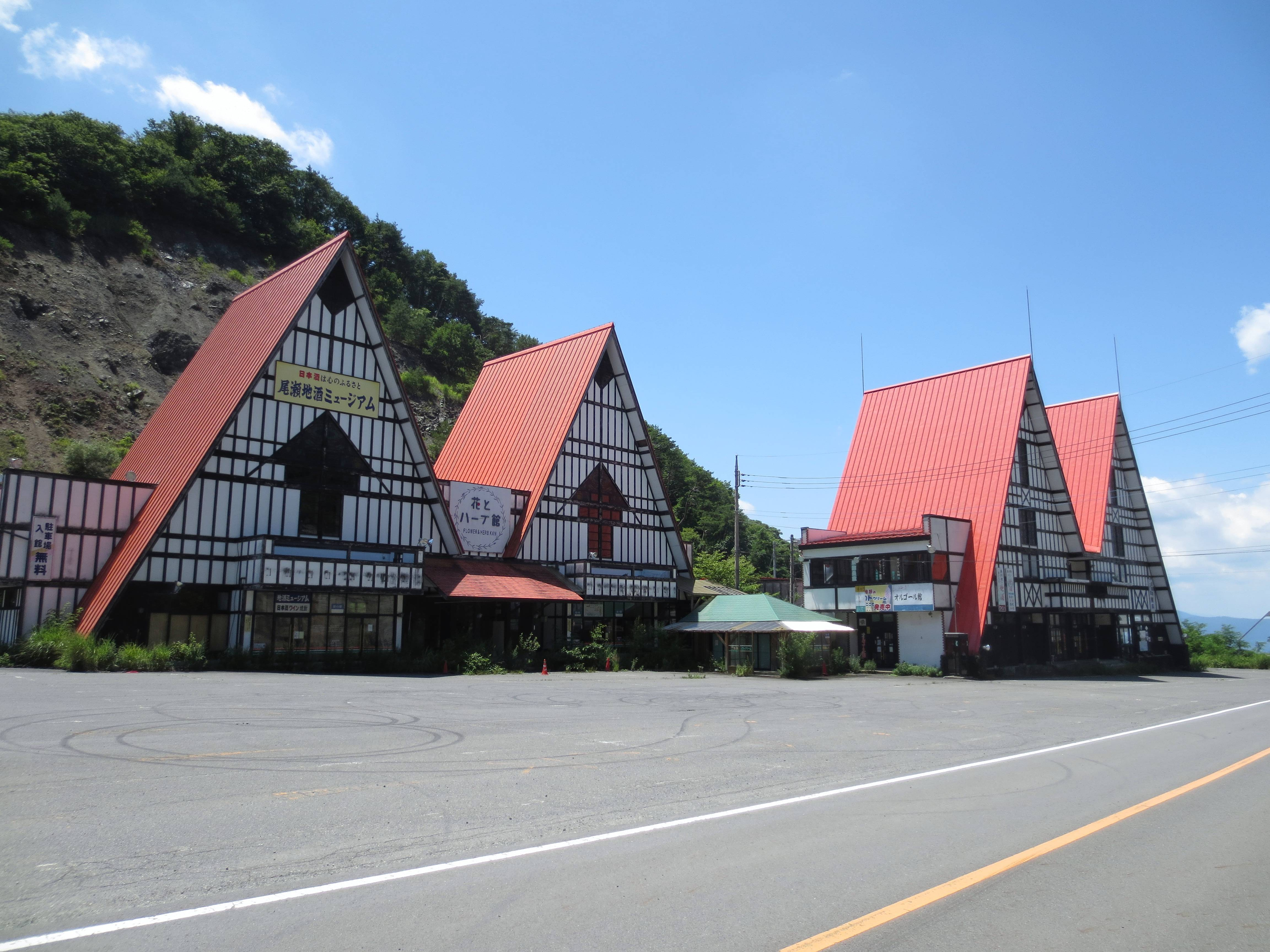
オルゴール館椎坂跡
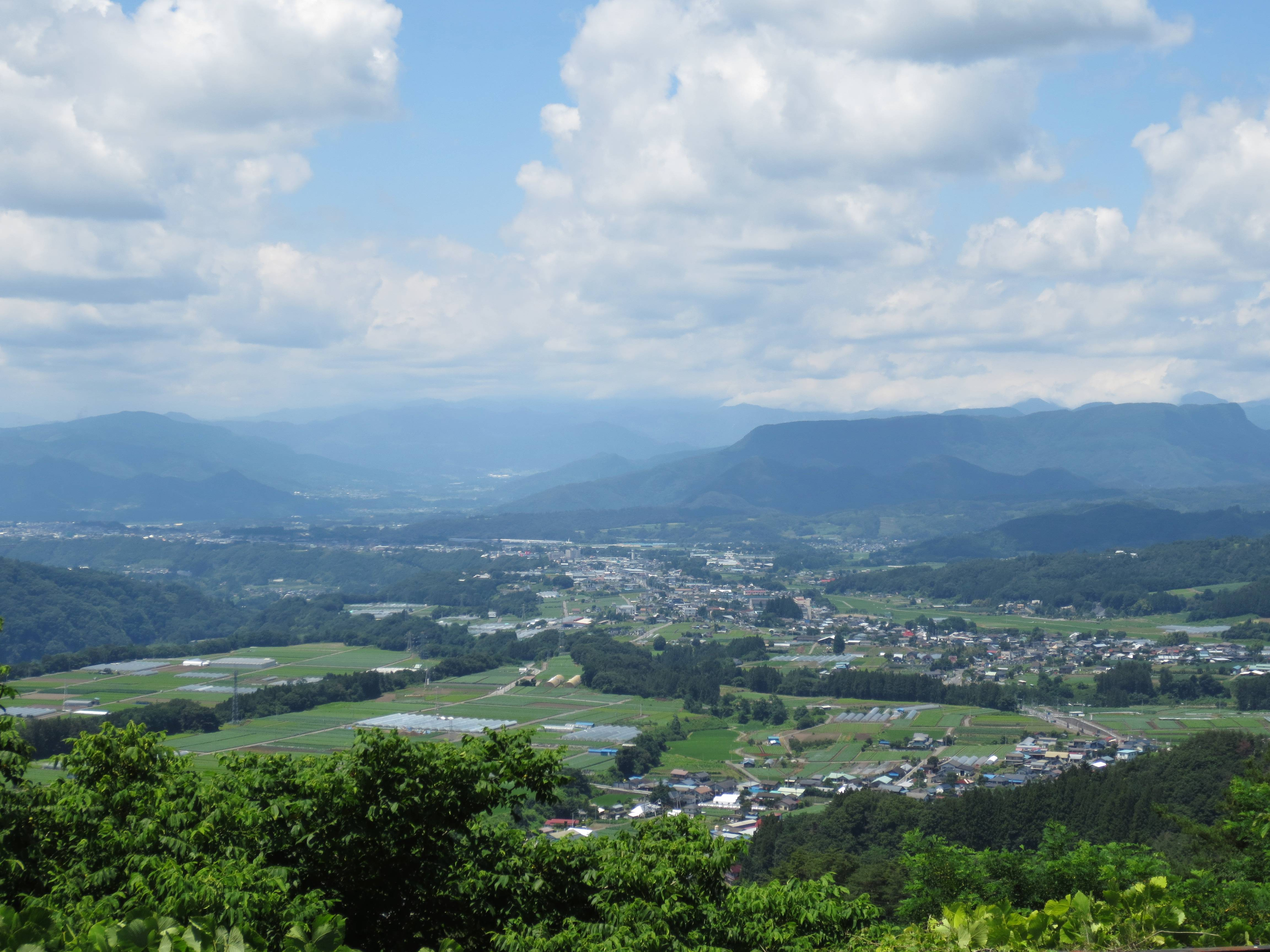
頂上からの眺望（白沢方面）

## 栗生峠

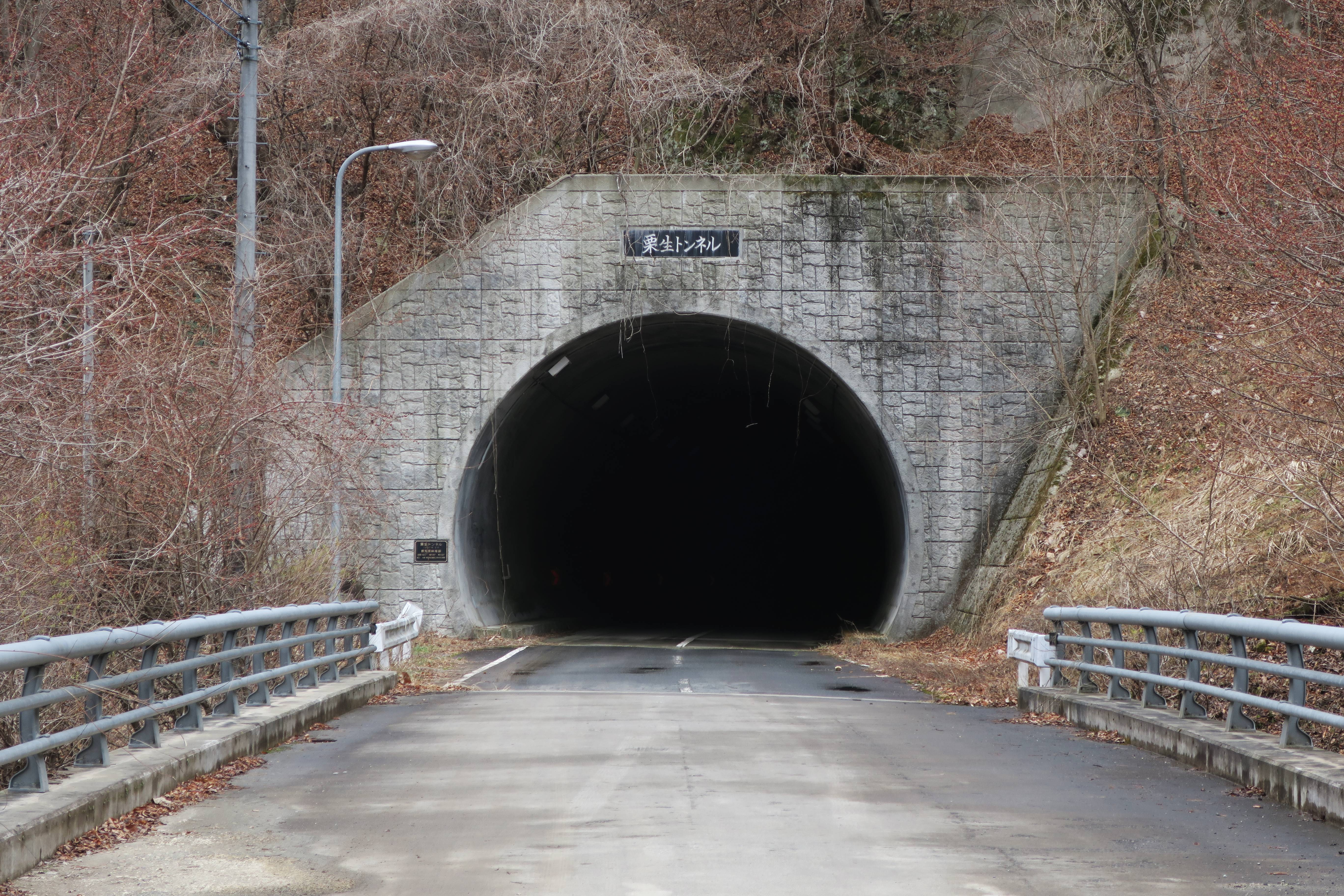
栗生トンネル（西側）

栗生峠（くりゅうとうげ）は群馬県沼田市にある標高約960mの峠。

### 栗生隧道
栗生隧道（くりゅうずいどう）あるいは栗生トンネルは群馬県沼田市にあるトンネル。栗生峠の下を貫き、沼田市白沢町（旧白沢村）と沼田市利根町（旧東村）を結ぶ。
最初の栗生隧道は延長327.67メートル、幅員3.75メートルの素掘り（一部コンクリート巻立て）のトンネルで、1920年（大正9年）に完成した。当時、同型式のトンネルとしては群馬県最大延長であった。工事1913年（大正2年）に着手されたが、第一次世界大戦の影響や事業者の変更（地元請負から群馬県営へ）、設計の変更といった要因が重なり難工事となった。群馬県知事らが出席した開通式には多くの見物客が集まったという。
現在の栗生トンネルは1992年（平成4年）から群馬県が実施した、民有林林道開設事業およびふるさと林道緊急整備事業の一環（県営林務事業）として改良されたもので、1996年（平成8年）3月に着工、1997年（平成9年）11月に完成した。延長332メートル、幅員7メートルの2車線道路で、利根 - 白沢 - 川場を結び、国道120号の迂回路という役割も担う。

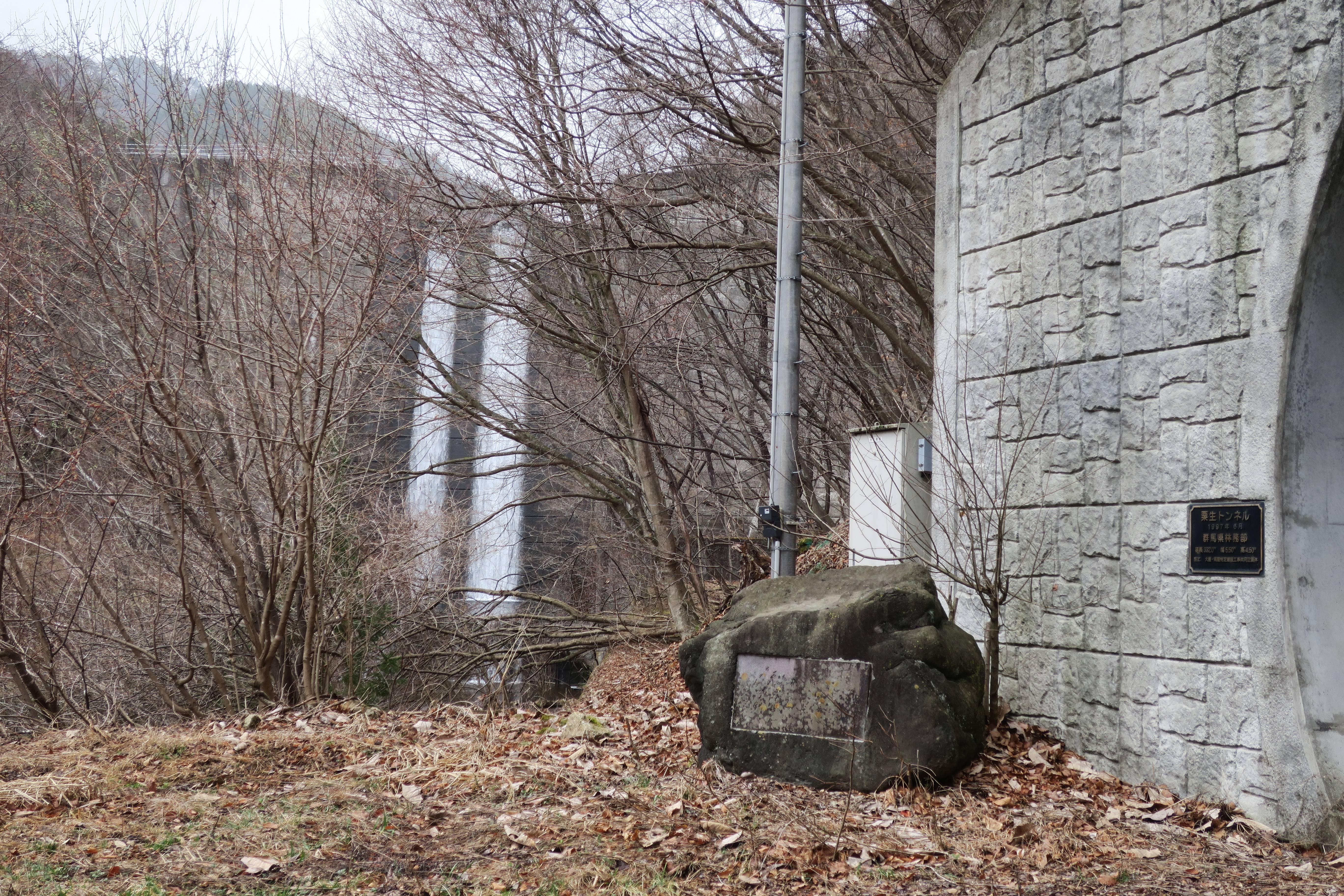
西側に建つ若山牧水の歌碑、奥は栗生ダム
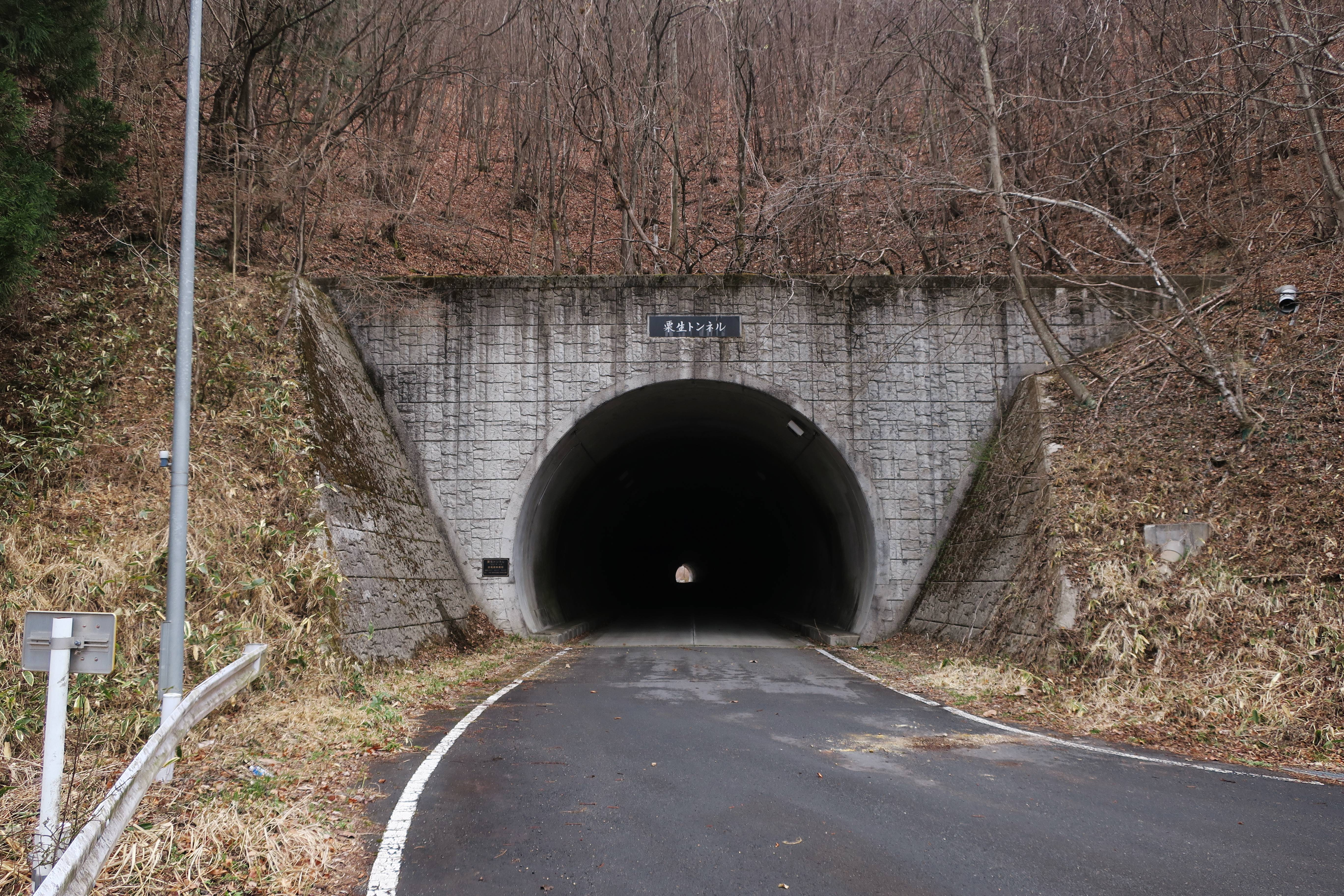
東側
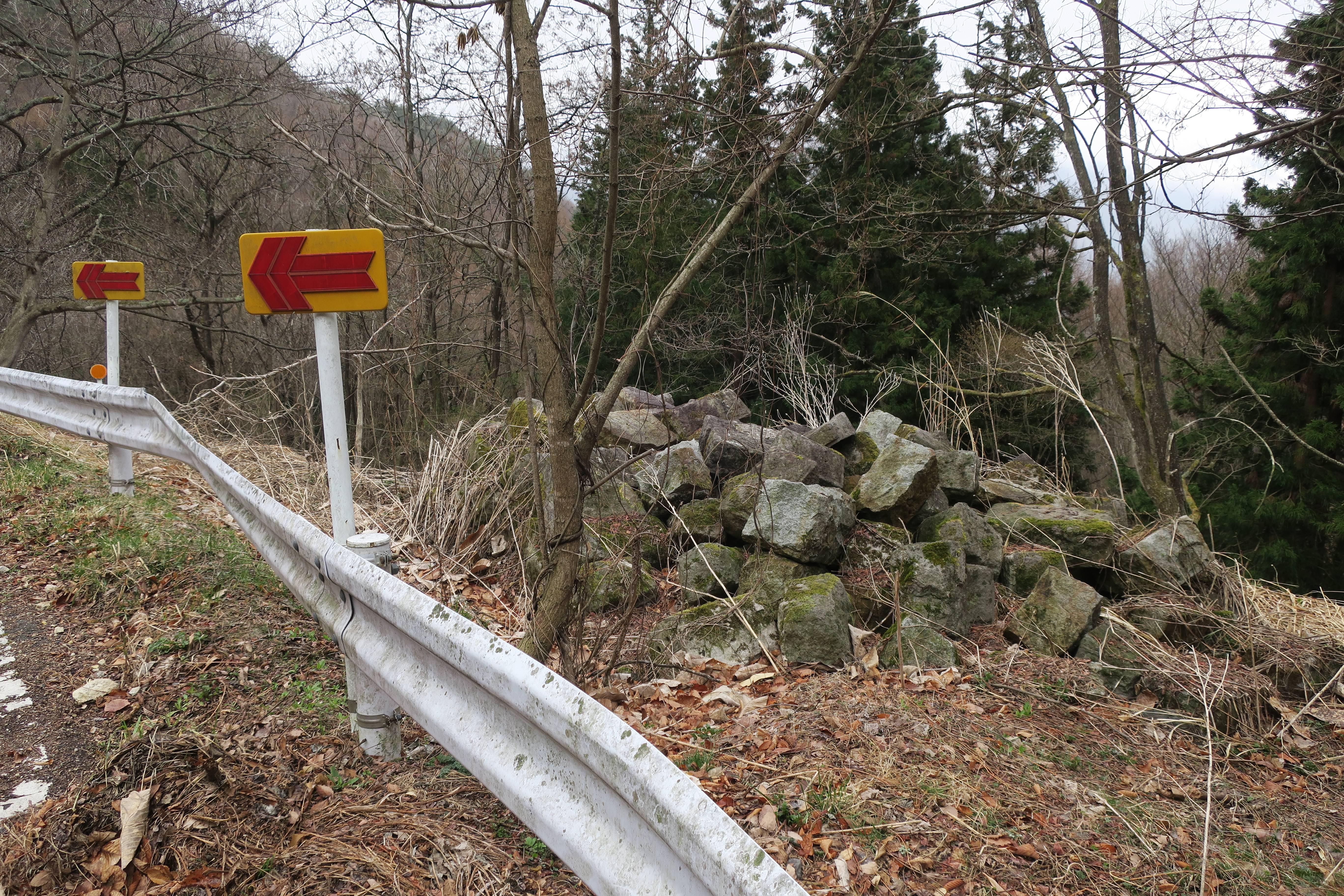
東側に野積みされている石材

## 数坂峠

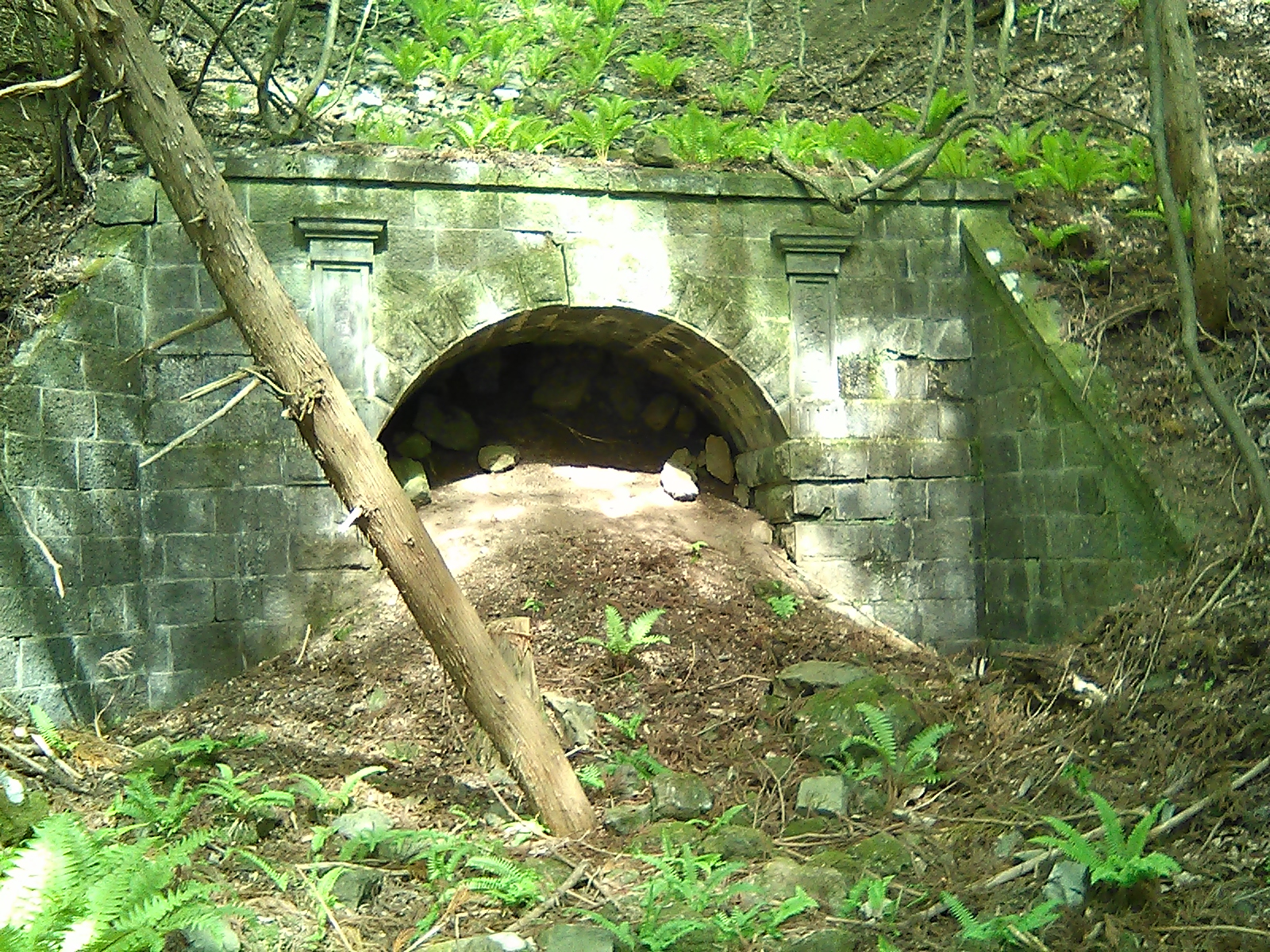
数坂隧道跡

数坂峠（かっさかとうげ）は群馬県沼田市にある標高840mの峠である。椎坂峠とかつて国道120号線が越えていた栗生峠との間にある。直線距離で椎坂峠と約950m、栗生峠と約1.6km離れている。椎坂峠経由の旧国道をショートカットする登山道が残る。椎坂バイパスの椎坂白沢トンネルは椎坂峠と数坂峠の間を通る。北緯36度39分48秒 東経139度10分17秒 / 北緯36.663445度 東経139.171478度

### 数坂隧道
数坂隧道は数坂峠付近に建設されていた未開通の道路トンネルである。1894年（明治27年）9月に開通する予定であったが、直前に落盤事故が発生し放棄された。西側の坑門が残る。東側は切通しが残るのみで坑門は現存せず、扁額等の石材が付近に放置されている。

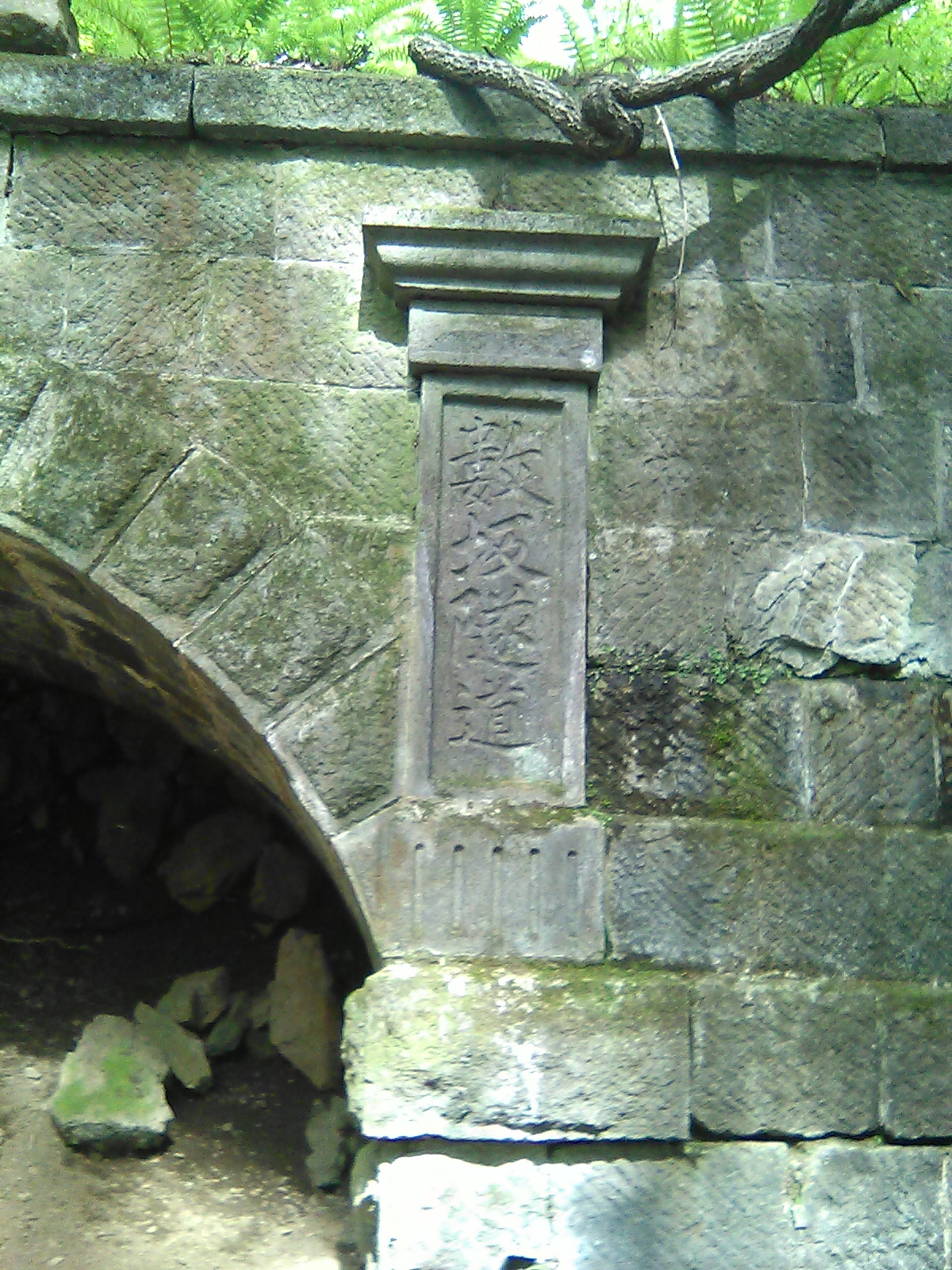
扁額「数坂隧道」
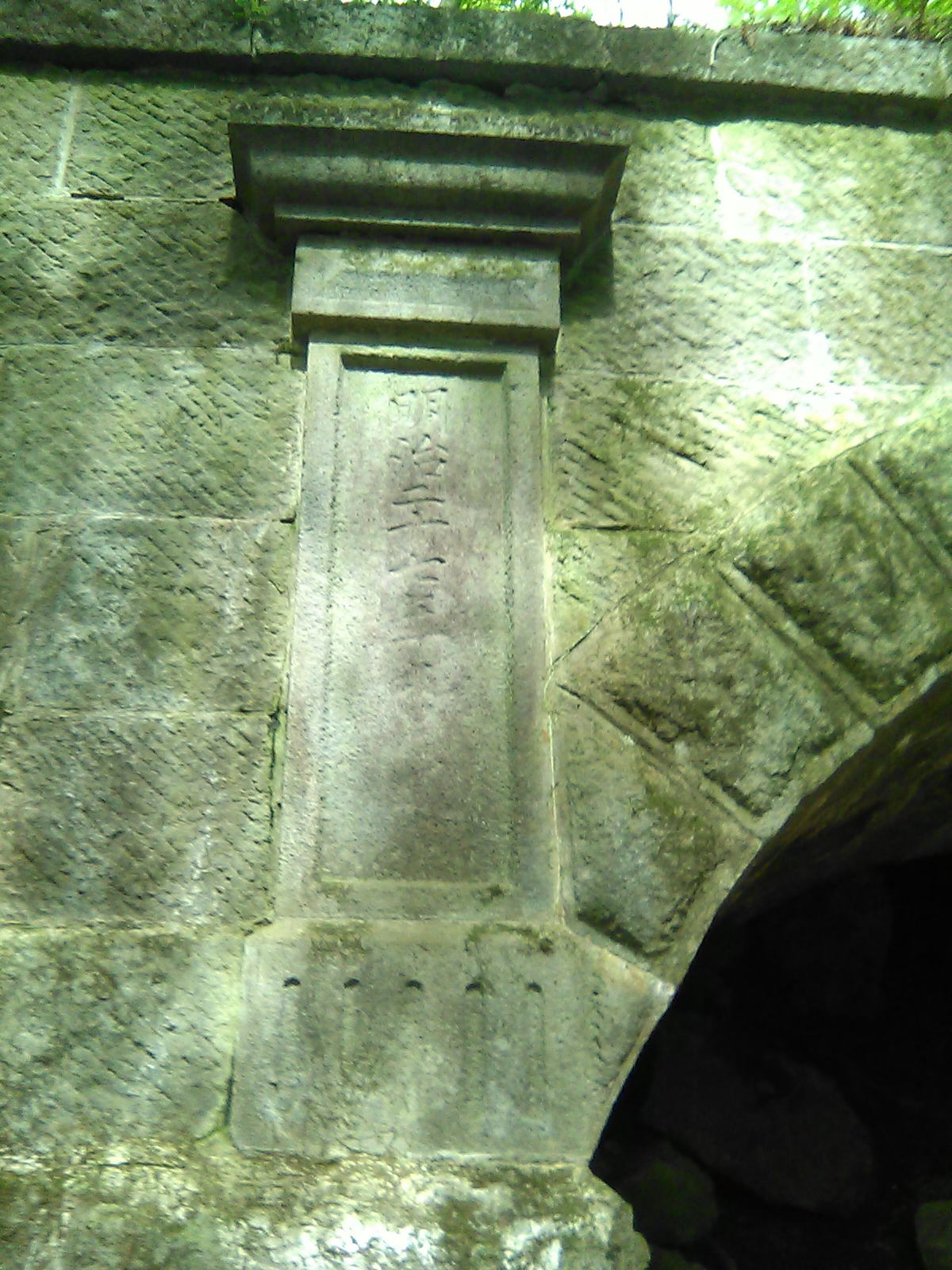
扁額「明治二十七年」云々

### 三騎石
白沢町の数坂峠越えの街道沿いにある巨石。奥州に向かう源義経一行の武者3騎が隠れたとする伝承が伝わる。